# Wlewo
Wlewo – wieś sołecka w północno-zachodniej Polsce, położona w województwie zachodniopomorskim, w powiecie gryfickim, w gminie Trzebiatów, nad zachodnim brzegiem rzeki Regi. Według danych z 28 lutego 2009 wieś miała 180 mieszkańców. W latach 1946–1998 miejscowość administracyjnie należała do województwa szczecińskiego. We Wlewie znajduje się dworek oraz pozostałości starego, poniemieckiego cmentarza. Mieści się tu stajnia sportowo-hodowlana dla koni. W 2003 roku zostało utworzone "Sołectwo Wlewo", będące jednostką pomocniczą gminy Trzebiatów. Obejmuje ono jedynie wieś Wlewo, której mieszkańcy wybierają sołtysa i 5-osobową radę sołecką.
| Zakres wieku mężczyzn | Mężczyźni | Kobiety | Zakres wieku kobiet |
| --------------------- | --------- | ------- | ------------------- |
| 0–19                  | 23        | 27      | 0–19                |
| 20–60                 | 57        | 50      | 20–65               |
| powyżej 60            | 8         | 15      | powyżej 65          |
| Razem (Σ)             | 88        | 92      | (Σ) Razem           |

Nazwę Wlewo wprowadzono urzędowo rozporządzeniem w 1948 roku, zastępując poprzednią niemiecką nazwę Wefelow.